# カテゴリ雑談 (2ちゃんねる・5ちゃんねるカテゴリ)
カテゴリ雑談（カテゴリざつだん）は、匿名掲示板2ちゃんねる（2ちゃんねる (2ch.net)、2ちゃんねる (2ch.sc)、5ちゃんねる）のカテゴリの1つである。

## 歴史
- 1999年5月30日 - 無職・だめ板が新設される。
- 1999年6月14日 - しりとり板（当時はしりとり、575板）が新設される。
- 1999年11月21日 - カップル板が新設される。
- 1999年12月6日 - 女性板が新設される。
- 1999年12月12日 - 独身女性限定板が新設される。
- 1999年12月18日 - 既婚女性板が新設される。
- 2000年1月4日 - 独身男性板が新設される。
- 2000年2月3日 - おたく板が新設される。
- 2000年2月6日 - 年代別板が新設される。
- 2000年2月25日 - のほほんダメ板が新設される。
- 2000年5月28日 - しりとり、575板から五七五・短歌板が分割される。
- 2000年8月8日 - アウトロー板が新設される。
- 2001年3月23日 - ヒッキー板が新設される。
- 2001年3月30日 - リーマン板が新設される。
- 2001年4月13日 - 大学生活板が新設される。
- 2003年6月2日 - メンヘルサロン板が新設される。
- 2003年10月15日 - セピア板が新設される。
- 2003年10月16日 - ×１板が新設される。
- 2003年10月27日 - 恋愛サロン板が新設される。
- 2003年12月21日 - モテない男性板が新設される。
- 2004年2月18日 - 大学学部・研究板が新設される。
- 2004年6月30日 - 既婚男性板が新設される。
- 2004年7月4日 - 同性愛サロン板が新設される。
- 2004年8月11日 - もてない女板が新設される。
- 2005年5月7日 - モテない男性板から独身貴族板・もてたい男板が分割される。
- 2005年11月8日 - 駄洒落板が新設される。
- 2005年11月19日 - 孤独な男性板・負け組板が新設される。
- 2008年8月27日 - 左利き板が新設される。

## 掲示板
30個の板からなる。（2009年7月時点）

### 独身男性板
独身男性板（どくしんだんせいいたまたはどくしんだんせいばん）は、未婚の男性が雑談をする掲示板である。正式名称は「独身男性＠2ch掲示板」。2ちゃんねる内では毒男板（どくおいたまたはどくおばん、稀にどくおとこいたとも）と呼ばれている。書き込みが多く、過密板と呼ばれる板の1つである。
2006年7月現在、1日の平均投稿数は約27,000で、2ちゃんねるの板の中でも書き込み数の多い板である。2000年1月開設と、2ちゃんねるの掲示板の中でも比較的古くから存在するため、何年も受け継がれている伝統的なスレッドが多い。有名なラブストーリー「電車男」発祥の掲示板である。
2010年3月3日、韓国ドメインからの2ちゃんねるへのサイバーテロ事件によってdubaiサーバーのハードディスクが2台とも故障。これによって、全てのログが消失してしまった。

#### 板の歴史
独身男性やモテない男性のための掲示板として新設された。板が新設されて以来書き込み数は増え続け、1日に約30,000程度の書き込みが行われるようになったが、2004年にモテない男性板、2005年にもてたい男板・独身貴族板が作られたため、2004年頃から書き込み数は停滞気味となった。しかし、電車男が有名になると、再び書き込み数は増加し始め、1日の平均書き込み数が50,000近くに昇り、初心者による電車男に関連するスレッドや、恋愛相談のスレッドの乱立により大混乱が起こったこともあった。その後は電車男ブームも去り、書き込み数も2005年10月頃から減少に転じ、電車男ブーム到来前の静けさを取り戻そうとしている。
- 2000年1月4日 mentaiサーバーにて新設される。
- 2000年10月18日 yasaiサーバーに移転される。
- 2002年5月23日 nattoサーバーに移転される。
- 2002年7月3日 salamiサーバーに移転される。
- 2002年11月14日 humanサーバーに移転される。
- 2003年5月2日 human2サーバーに移転される。
- 2004年5月22日 love3サーバーに移転される。
- 2004年5月30日 human5サーバーに移転される。
- 2004年12月4日 ex7サーバーに移転される。
- 2004年12月24日 human5サーバーに移転される。
- 2005年1月11日 etc4サーバーに移転される。
- 2007年12月4日 love6サーバーに移転される。
- 2008年7月6日 love6サーバーに移転される。

### もてたい男板
もてたい男板（もてたいおとこいたまたはもてたいおとこばん）は、女性にモテるように努力をしたい男性が話し合う掲示板である。正式名称は「もてたい男(仮)＠2ch掲示板」である。2ちゃんねる内では鯛男板（たいおいたまたはたいおばん）もしくは、鯛板（たいいたまたはたいばん）と呼ばれている。
なお、名無しの名前はAAキャラクターの「毒男」が笑顔になったものである。

#### 板の歴史
書き込みの多いモテない男性板の利用者分散、モテるように努力をしたい人の専用掲示板が必要となったため、2005年5月の板新設・分割ラッシュ時に独身貴族板と共に作られた。
- 2005年5月7日 モテない男性板から・独身貴族板とともにもてたい男板がbubble3サーバーに分割される。
- 2005年6月24日 bubble4サーバーに移転される。
- 2005年7月5日 名無しの名前変更(名無しさん＠お腹いっぱい。→('∀`))。

### モテない男性板
モテない男性板（もてないだんせいいた、または、もてないだんせいばん）は異性との交際経験の無い男性が雑談する掲示板である。正式名称は「モテない男性＠2ch掲示板」である。2ちゃんねる内では喪男板（もおとこいたまたはもおばん）、喪板（もいたまたはもばん）と呼ばれている。
この板では「モテない男性」の定義が「女性との交際なし・女性の友達なし・女性への告白予定なし」とローカルルールにも明確に記されており、利用者もそれに従うため、同じモテない男性であっても女性の親友や友人を持っている者、これから告白しようとするポジティブ（一般的な喪男から見て）に考える者は攻撃の的となったすることが多い。2005年5月まではまだもてたい男板が分割されていなかったため、ポジティブ思考の利用者や「モテる方法」等モテたい人の集まるスレッドも多く存在した。
2009年10月に発売されたアドベンチャーゲーム『STEINS;GATE』における主人公の言動は、2005年2月にモテない男性板へと投稿され、後に「食堂の男」としてコピペされて広まった内容がモチーフとなっている。同作は後に漫画、小説、テレビアニメ化もされた。
なお、名無しの名前及び1001表示はAAキャラクターの「毒男」である。

#### 板の歴史
独身男性板にいるモテない男性を隔離する目的で新設された。新設された後、投稿数は増え続け、一時期は投稿数が当時のニュース速報板に並ぶ程（約40,000程度）になったが、その後は停滞気味である。これは、2005年5月上旬にもてたい男板・独身貴族板が分割され、同日PINKちゃんねるの童貞板が新設されたことが原因である可能性が高い。とはいえ、2008年5月現在の1日の投稿数は約15,500であり、このように1日の投稿数が10,000を超えるような板を2ちゃんねるでは過密板と呼んでいる。
- 2003年12月21日 loveサーバーにて新設される。
- 2004年1月19日 名無しの名前変更（名無しさん＠お腹いっぱい。→('A`)）。
- 2004年2月23日 love2サーバーに移転される。
- 2004年5月6日 love3サーバーに移転される。
- 2004年12月13日 ex9サーバーに移転される。
- 2004年12月24日 love3サーバーに移転される。
- 2005年1月11日 etc4サーバーに移転される。
- 2005年5月7日 もてたい男板・独身貴族板がこの板から分割される。
- 2006年2月12日 1001表示変更。
- 2006年5月12日 5月16日まで名無しの名前が暫定的に「喪板名無し変更審議中」に変更される。
- 2007年1月9日 etc6サーバーに移転される。
- xxxx年xx月xx日 love6サーバーに移転される。
- 2008年7月6日 changiサーバーに移転される。

### 孤独な男性板
孤独な男性板(こどくなだんせいいた)は自分を孤独だと意識している男性が語り合う掲示板である。しかし、「孤独」が何たるかはローカルルールにも示されていない。2005年11月19日にthat4サーバーにて新設された。
正式名称は「孤独な男性(仮)＠2ch掲示板」である。「孤独な男性」を縮めて「孤男」(「こおとこ」と読まれる事が多い)という呼称が用いられることが多いが、「弧男」「狐男」などと表記されていることも多い。

### 既婚男性板
既婚男性が雑談するための板。

### 女性板
女性が雑談するための板。

### 独身女性板
独身女性が雑談するための板。

### もてない女板
もてない女板（もてないおんなばん）は喪女が雑談する掲示板である。2004年8月11日 human5サーバーにて新設される。正式名称は「もてない女(仮)＠2ch掲示板」である。2ちゃんねる内では喪女板（もじょいた）と呼ばれている。
カテゴリ雑談では既婚女性板や独身女性限定板など男性の書き込みを禁止とする掲示板が複数存在するが、もてない女性板は特に男性への排他性が強く、男性の書き込みと思われるものが見つかると、厳しく非難される傾向にある。異性にモテようとする意欲に消極的な男性が集うモテない男性板（以下喪男板）と違い、モテたい女性も書き込みが可能であるため、自虐的でネガティブな書き込みと、雑談的な書き込みが混在する。

### 既婚女性板
既婚女性板（きこんじょせいいた）は既婚女性が語り合う掲示板である。正式名称は「既婚女性＠2ch掲示板」である。
主に芸能人のゴシップや皇室問題、政治や時事問題などについて話し合われる。
芸能人(俗に「ママタレ」と呼ばれる女性芸能人や有名人＆スポーツ選手の夫人)や皇族、事件事故の被害者に対する中傷や真偽不明な「目撃談」、攻撃対象への「電凸」(電話攻撃行為)、攻撃対象のタレントが出演している企業の商品の不買運動などの過激な行為が目立ち、そういった投稿から「既女」から「鬼女」と呼ばれるようになった。過去には嫁姑問題や育児に関する相談のスレッドも存在したが、子供の有無や同居の有無など住民がおかれている立場によって全く正反対の意見が書き込まれることがままあり、住民の対立につながるため、育児板や家庭板への誘導がなされている。

### 恋愛サロン板
恋愛サロン板(れんあいさろんばん)は恋愛系の雑談板である。正式名称は「恋愛サロン＠2ch掲示板」。
2003年10月27日 loveサーバーにて新設される。ローカルルールの「ゴミ箱未満」の表示にあるとおり他板の板違いスレが移動されることがある。新設当時は「同性愛板」も関連板であったが、同性愛サロン板の設立により対象外となった。
2004年1月2日に名無しの名前が「名無しさん＠お腹いっぱい。」から「恋する名無しさん」に変更された。

### カップル板
カップル板（カップルいた）はカップルに関する（一部はセックスに関するものも）雑談・質問のための板。正式名称はカップル＠2ch掲示板である。
『2ちゃんねるVOW 2ちゃんねる住人はばかじゃない』（宝島社）に、「彼女が言った爆笑喘ぎ声!」というスレッドが収録された。また、「自分がスケベだと思う瞬間」「彼氏のセックスが下手すぎる」は、ぶんか社の2ちゃんねる新書から刊行されている。また、独身男性板には「カプール板のレスをコピペして鬱になるスレ」というスレッドがあり、カップル板の人々の投稿が紹介されている。電車男はこのスレッドから誕生した。かつてはニュース速報板やニュース速報VIP板を中心とした住人により、クリスマス前後に大規模な荒らしを受けるのが恒例であった。

### ×１板
離婚経験者が雑談するための板である。

### 同性愛サロン板
同性愛者などのセクシュアルマイノリティが雑談するための板である。
70〜80年代アイドルや有名人の訃報等の懐かしい芸能人の話題や買い物、日常生活に関するスレッドが多い。

### のほほんダメ板
のほほんダメ板は無職・ダメ板から分割されたいわゆる隔離板。正式名称は「のほほんダメ板＠2ch掲示板」である。
無職・ダメ板が極度に殺伐化したため、一部住人の「マターリしたダメ板が欲しい」という要求に応える形で創設された。創設の経緯から、初期は「のほほん」の語がレスの最後などに本文と関係なく書かれたりすることが多かった。基本的に殺伐を推奨していない。

#### 板の歴史
- 2000年2月25日 のほほんダメ板創設
- 2000年5月28日「ひとりで既出。ロケットスレッド」にて9999カウント開始
- 2002年12月15日「ひとりで既出。ロケットスレッド11」のカウントが0に到達も、まさかの夢オチで99999からリスタート

### 無職・だめ板
無職などダメ人間が雑談するための板。

### 負け組板
負け組板（まけぐみいた）とは負け組が雑談するための板。トップには、「負け組だと自覚する人の楽園がほしいから。世間では馬鹿にされているルーザーだけど、2ちゃんの中くらいは楽園がほしい。」とある。

### ヒッキー板
ヒッキー板とは、引きこもりが雑談するための板。2001年3月に2ちゃんねるユーザーの要望により作られた。よく「ヒキ板」と略されて呼ばれている。

### メンヘルサロン板
メンヘルサロン板（メンヘルサロンいた）はメンタルヘルス板の雑談や馴れ合いを離隔する目的で設立された。正式名称は「メンヘルサロン＠2ch掲示板」。

### 独身貴族板
独身貴族板（どくしんきぞくいたまたはどくしんきぞくばん）は独身であることをプラス思考に考える人が雑談する掲示板である。正式名称は「独身貴族(仮)＠2ch掲示板」。
過密板であるモテない男性板の利用者分散、ポジティブ思考の独身専用掲示板が必要となったため、2005年5月の板新設・分割ラッシュ時にもてたい男板と共に作られた。
2005年6月24日にはbubble3からbubble4サーバーに移転される。

### リーマン板
リーマン板(リーマンいた)はサラリーマンとして会社に勤めている者たちが雑談する掲示板である。正式名称は「リーマン＠2ch掲示板」。
大学生活板や就職板から、入社後に移住してくる者が多い。社会人生活に不慣れな新入社員やブラック企業に勤めている者も多く、会社や世の中そのものに対してネガティブな書き込みが非常に多い板の一つでもある。

### 大学生活板
大学生活板（だいがくせいかついた、以下大生板）は大学生活に関する話題を扱う板。“ダイセイイタ”、“大生板”などと略して呼ばれることが多い。
後にちくり裏事情板に近い性格を持つ大学個別スレッドが大学生活板から新設の大学学部・研究板に流出した。

#### 板の歴史
2001年4月13日 tonサーバーに新設
- 2001年12月4日 schoolサーバーに移転。
- 2002年12月3日 chocoサーバーに移転。
- 2003年1月12日 ex3サーバーに移転。
- 2003年4月14日 academy2サーバーに移転。
- 2003年10月28日 ex3サーバーに移転。
  - ある固定ハンドルが提案した「クラス分け企画」によって板が大きく荒れたことに対する懲罰として。2007年12月15日までの約4年間、不安定な懲罰鯖での閲覧・書き込みを余儀なくされた。
- 2004年5月6日 ex5サーバーに移転。
- 2004年10月23日 固定ハンドル「味噌子」が自殺する。
- 2004年12月6日 ex7サーバーに移転。
- 2005年3月16日 ex10サーバーに移転。
- 2005年11月17日 ex14サーバーに移転。
- 2006年6月10日 ex11サーバーに移転。
- 2007年1月11日 ex19サーバーに移転。
- 2007年2月3日 ex21サーバーに移転。
- 2007年3月9日 ex22サーバーに移転。
- 2007年6月1日午後七時ごろからサーバーが重くなり午後七時半ごろ完全にサーバーが落ちる。
- 2007年6月6日 ex23サーバーに移転。
- 2007年6月16日 第一次カタストロフ
  - 数週間前から横行していたAA荒らしに関して削除依頼板で話し合いが持たれていたが、一部の大学生活板住人が運営者に対して攻撃的な書き込みを行う。21時ごろ、立腹したKseniya ★が制裁としてbbs.cgiの規制を完全無効にした。そのため大規模なスレッド乱立・連続書き込みが始まり、スレッドは数十分でdat落ちするようになった。また、IDからPC/携帯判別符号がなくなり、次いで任意ID制、最終的に無ID制となった。強制名無し制になり、固定ハンドルが多いことで知られる大学生活板の雰囲気は一変した。index.htmlのタイトルが「犬学生活」となり、トップページのバナーもそれに見合った 屈辱的なもの に変更された。住人の中には横暴な運営者を見切り、なんでもあり板とミルクカフェの大学生活板避難所に移動している人間もいる模様。
- 2007年11月24日 IDを除く全規制が解除される。
- 2007年12月15日 namidameサーバーに移転。
- 2008年5月6日 第二次カタストロフ
  - ID表示を求める一部の住人が、前日から意思表示のため運営系の板を荒らし回る。結果として約11ヶ月ぶりにIDが表示されることになったが、荒らし行為に対する制裁としてスレッド保持数が40程度になる（直前まで700程度）。そのためスレッドが極端にdat落ちしやすく、大学生活板によく見られた雑談系・馴れ合い系スレッドはその住人とともに姿を消した。以下はその前後の出来事をまとめたものである。
  - 5/4 20:32:19 「昔の大生板はよかったよ」スレが立つ。
  - 5/4 22時頃 同スレで、23時に2ch運用情報板に突撃する事が決定する。
  - 5/4 23時頃 運用情報板に数多くの大生スレが立てられる。特に三重・関東地方・天元は複数のスレを立て・連投などで荒らしを主導。他の管理・運営系板・スレへの荒らし行為も激化する。
  - 5/5 01:30 Samba24の値が96に。しかし突撃は断続的に継続される。
  - 5/6 00:06 荒らした人の個別規制開始。(三重、関東地方など)
  - 5/6 00:40 スレ保持数が200に。
  - 5/6 00:55 スレ保持数が80に。
  - 5/6 01:00 書き込み制限が1024バイト、スレタイ文字数も32バイトへ制限。
  - 5/6 03:31 スレ保持数が40に。
  - 5/6 04:03 ランダムでfusianasanに。
  - 5/6 04:10 強制ID制復活。
  - 5/6 04:15 Samba24の値が128に。
  - 5/6 14:39 犬931が導入される。
  - 5/6 18:41 1バイト文字しか書き込めなくなる。
  - 5/6 21:57 複数バイト文字が使用可能になる。
- 2008年6月2日 ex25サーバ移転。大学生活板は再び懲罰鯖に置かれることになった。indexのタイトルが「大学生活」に戻る。
- 2008年6月15日 ex24サーバに移転。
- 2008年9月8日 第三次カタストロフ
  - 9/8 20時頃　自治厨を装う人物がスレ保持数増加目的と称して運営系の板を荒らす。他の自治厨もそれに便乗。しかし逆に運営からの制裁を受けることになった大生板はスレ保持数が90ほどに減ってしまう（前日まで200程度）。ぽかこ(元・静岡子)が荒らしを主導したと見られている。
  - 9/8 20:54　ひらがなしか書き込めなくなる。
  - 9/9 14:37 IDがなくなる。ひらがな以外も使用可能に。Beか●にログインしないとスレ立てできなくなる。
  - 9/9 15時頃 Samba値が120秒に。
  - 9/9 19時頃 名無しが「名無し＠大学生なら新ローカルルール守るよな」になる
  - 9/9 19:20　名無しが「sambaは株でスルー」になる。IDが復活する。
  - 9/9 19:45　ひろゆきの鶴の一声によってスレ保持数が700に回復する。
  - 9/9 20時頃　運用情報板における再三の要請によりindexのタイトルが再び「犬学生活」になる
- 2008年10月3日 あひるちゃん★とその裏にいるFOX★の陰謀 〜板設定崩壊から復興へ〜
  - 10/3 22時頃(?)　サノフィが代行して立てた実況スレにex24サーバーのキャップを取得し板の設定を弄って自治を施したかったあひるちゃん★が目を付け実況禁止を施すも、スレ住人が反発したため漢字とカタカナしか書き込みないsenji規制など様々な規制を一日に渡って発動。その後スレ保持数が700→30程度になり、連投規制が192秒へ。スレタイの文字数や本文に入力可能な文字数も制限される。
  - 10/3 深夜〜　自治スレ、運用情報板のあひるちゃん★スレで板住人とあひるちゃんのやり取りが為される。ニュース速報板やVIP板でも実況が行われていたのに、なぜ大学生活板だけ文句を言われ、事実上700近くのスレをストップするような事をするのか、実況と言っても、1分間に数レスの生ぬるい速度ではないかなどの住人の主張に対し、あひるちゃん★はガイドラインを根拠にその主張に対抗する。しかし、住人とあひるちゃん★は対立を深め、和解は一向に進まない。
  - 10/4 12時頃　書き込める文字数が5バイト程にまで制限されていたがそういった書き込み規制が解除、その後スレ保持数は復活するも県名表示・連投規制・●の特権規制などの規制が残る。
  - 10/4 20時頃　めちゃx2イケてる実況スレに怒り板全体に制裁を加える。
  - 10/4 21時頃　めちゃx2イケてる実況制裁を解除。
  - 10/4　深夜　相変わらずあひるちゃん★と板住人は和解せず。
  - 10/5 12時頃　あひるちゃん★は飽きたのか大生を去り国内サッカー板へとその矛先を変える。
  - 10/5　夕刻〜深夜　国内サッカー板であひるちゃん★は大生のような無茶をし国内サッカー板の浦和レッズスレの住人が怒り事態は野球板などへ飛び火。そこでもあひるちゃん★はめちゃくちゃな板設定を繰り返す。
  - 10/6 3時頃　ひろゆきが現れる。今回の件の説明を暗に求める。時間帯が時間帯のためかあひるちゃん★とは出会えない。
  - 10/7 4時頃　ひろゆきが再度現れる。あひるちゃん★の行動に苦言を呈し真っ当な説明をなさないのであればキャップを剥奪する事を命じる。あひるちゃん★とはまたもすれ違う。
  - 10/7 18時頃　あひるちゃん★は自分の行動を釈明する事はないと宣言。★剥奪を確信したのか各地の事後処理に取りかかる。
  - 10/7 22時〜23時頃　あひるちゃん★は大学生活板に現れ、できる事をしておくと宣言。住人は2007/6/16の騒動以前の設定を基本とした案を提出。あひるちゃん★はそれに応じ、板名の大学生活板への回復、およそ1年半ぶりとなる看板の変更、そして、デフォルト名無しの学生さんは名前がないの復活などの仕事の他、スレ立てを規制していたBBS_BE_TYPE2の無効化、一時的に消えていたID末端の端末の識別符の回復、連投規制の解除などできるかぎりの事を行う。
  - 10/8 1時半頃　あひるちゃん★のキャップ剥奪。
  - 依然としてsamba値(投稿の秒数規制)は192秒のままであるが、それ以外はほとんど2007年の騒動以前の状態に回復した。
- 2008年10月31日以前から殺人予告の書き込みを繰り返していたコテハン、パピヨンが逮捕されニュースで放送される[3]。
- 2009年8月5日 yutori7サーバーに移転。
- 2010年11月4日自殺中継を目的としたスレッドが立てられ、8日と9日にUSTREAMでその模様が配信された。これまでにも大学生活板に限らず2ch内ではこのようなスレッドが立てられる事はあったが、ネタを目的としたものばかりであったため今回のような事件は住人たちに大きな衝撃を与えた[4]。
- 2012年2月21日　スクリプト荒らし通称〈化粧アスペ〉の出現
  - かつて2ちゃんねるでトップに迫ろうかというほどの人気を集めた大学生活板だが、ピークは過ぎ、1日の総書き込み数が6000レス前後と、レス数の減少に悩んでいた。そんな折、大学生活板をさらなる過疎へ追い込む、スクリプト荒らしの通称〈化粧アスペ〉が登場した。大学生活板を、現在にいたるまでスクリプトで荒らし続けている。
    - 化粧アスペ、誕生の瞬間　まだロクに就活してない13年卒が焦るスレ2（2012/02/21） 。

  - スクリプト荒らしの内容　2ちゃんねるの基本的な設定（板設定含む）はでは、1つのスレッドの容量は512KBである。当時の大学生活板は、1レスの容量が4KBだった。  化粧アスペは、巨大アスキーアート等を用いて、1レスの限界容量である4KBを満たしたレスを自動投稿するスクリプトを使って連投させ、大学生活板の定番スレを次々と埋め立てし容量オーバー、使用不可能状態へ追い込んだ（いわゆるスレ潰し）。単純に計算すれば512KBのスレッド容量を、4KBフルに使い連投すれば、128レスで1つのスレッドを容量オーバー、使用不可能状態にする事ができた。化粧アスペの毎日のスクリプト荒らし爆撃により、1日の総書き込み数は下降線をたどる。
- 2013年2月　化粧アスペの出現から一年　1日の総書き込み数は4000レス前後に減少。
- 2014年2月　化粧アスペの出現から二年　1日の総書き込み数は2000レス前後にまで減少。
- 2014年7月　この頃より、大学生活板の住民によって、化粧アスペのスクリプト荒らしを運営、規制議論板へ報告し、アクセス規制が試みられる。検出されたリモートホストの一例。  obiyama.kumamoto.ocn.ne.jp　sinnagasak.nagasaki.ocn.ne.jp　ppp-bb.dion.ne.jp　panda-world.ne.jp　au-net.ne.jp　bbiq.jp など。  運営サイドからも一目でわかるような、典型的なスレッド容量オーバーを狙うタイプの荒らしだったので、次々にアクセス規制がなされた。が、化粧アスペは複数回線に加え、2ちゃんねるビューア（現、浪人）を購入し規制を突破して荒らし続けた。以降は住民が規制議論板へ報告し運営サイドがアクセス規制を実施し、ISP側から対応完了との返事を受けて規制を解除するも、すぐにスクリプト荒らしを再開する、といった事を繰り返した。
- 2015年2月　化粧アスペの出現から三年　1日の総書き込み数1500レス前後に減少。
- 2015年4月　規制議論板で、アクセス規制がほぼ行われないようになり、対化粧アスペの対策は暗礁に乗り上げた。
- 2015年5月　とある女性コテハンを中心に、アクセス規制ではなく、板設定によって化粧アスペを抑えこむ運動が展開される。
  - BBS_COPIPE=19　一度投稿した同一のコピペを24時間以内で二度と貼れないようになった。この事により、化粧アスペの常套手段であった、同一内容のアスキーアート等を単純に連続して用いた、スレッドの容量オーバーによる使用不可能状態へ追い込む事（スレ潰し）ができなくなる。
- 2015年6月　1レス容量4KBから2KBへ。1レスの限界容量を半減させた事により、容量オーバーによるスレッド使用不可能状態（スレ潰し）へ追い込む労力は2倍になった。
  - BBS_VIPQ2=8　書き杉浦を制定。スレッドの残り容量に従い、1レスに書き込める容量も、1レス毎に減少していく設定である。これにより、事実上、容量オーバーを狙った荒らし行為は不可能になった。
  - 化粧アスペは容量オーバー目的の荒らし行為を諦め、荒らしの種類を、巨大アスキーアート等の埋立から、無意味な短文を投稿しつづけるスクリプト荒らしに変化させた。これによって、1000レスまで埋めてしまう、といった荒らし行為をなすようになった。
  - この短文連投に対応するために、旧来型の連投規制であるtimecount/timecloseが厳しく設定されるが、化粧アスペはIPの切り替えでこれをかわし、相変わらず荒らし続けた。
    - 板設定による締め上げは、一定の効果を発揮したとは言える。容量潰しはできなくなり、最少レス数128レスで1つのスレッドを使用不可能状態に追い込む事は不可能になった。一方で、大学生活板全体の板の設定変更であったため、荒らしではない、普通の住人たちにも影響を与える内容であった。
- 2015年9月25日　一日の総書き込み数994レスを記録。大学生活板始まって以来のワースト記録、初の1日1000レスを割った。
- 2015年10月7日　一日の総書き込み数980レスを記録。
- 2015年10月13日　一日の総書き込み数978レスを記録。
- 2015年10月～2016年3月　drunker★（旧使用キャップ、FOX★夜勤★）のレス数増加運動
  - 2015年10月下旬　drunker★が中心になり、2ちゃんねる全体のレス数増加運動が始まる。多数の規制が存在する現段階の2ちゃんねるのレス数（※当時のレス数）の推移では縮小は確実である、と気炎を揚げ、局面は大規模な規制緩和へ反転する。
  - この頃から現在（2016年6月）まで、大学生活板の住民の意志があろうとなかろうと無視され、板設定等が勝手に変更されていく。
- 2015年11月　大学生活板のBBS_THREAD_TATESUGI=16へ規制緩和。timecount/timecloseの全板での廃止。
  - 大学生活板のレス数は徐々に回復し、1日1500レス前後を記録するようになる。
- 2015年12月　2ちゃんねる全体の規制緩和への動き、レス数増加のみを目指した運動は、荒らしの解放をも意味した。
  - この12月から化粧アスペによるスクリプト荒らしが往時の勢いを回復し、1日の総書き込み数が5000レス、6000レス等を記録し始める。が、大学生活板での化粧アスペのスクリプト荒らしのレス数を除外すると1000レス前後であった。残りの4000、5000レスは全て化粧アスペのスクリプト荒らしがカウントされたものであった。
  - 徹底的な規制緩和を独断で実施していったdrunker★であるが、これと同時に荒らしを自動で排除するシステムの開発を始める。その中の1つがp53自動削除ツールである。
    - スレッドを立てる際、名前欄に旭=****と指定すると、システムが稼働し、主に巨大アスキーアート等を自動で削除した。開発当初はスレッドの容量オーバーを狙った荒らしのレスを自動削除するもので、少容量の短文連投には効果がなかった。p53の開発はさらに進み、同一IDの連投にも対応するようになる。※上記のリンク先を参照。
- 2016年1月～3月　大学生活板でもp53自動削除ツールの存在が認知され、多くのスレでこれが設定された。
  - 化粧アスペのスクリプト荒らしは、相変わらず短文連投ではあったが、行数は2行、4行と複数行のテキストであった。p53開発過程で、自動削除する対象の容量がサーバ別に設定され、大学生活板の属するhanabiサーバでは、2行4行でも削除されるよう、設定がなされた。
    - 化粧アスペはこれらの仕様変更に対応するため、1行のみの連投に切り替えたが、それすらもp53自動削除ツールに感知され、削除されていった。自動削除されると言っても、スクリプト荒らしの根本的な規制や対応ではなかったため、1日の総書き込み数は3000～5000レスを記録し続けた。
- 2016年3月13日　drunker★の開発したp53自動削除ツールはほぼ全てのサーバに配布され、またp53の認知も広まり、あらゆる板が一斉に使用しはじめた。そのことによって、サーバに高負担がかかり、この日をもって、p53自動削除ツールは事実上廃止。drunker★は、キャップとしての権限を一部制限される形で失脚した。
  - 大学生活板では、唯一の武器であったp53自動削除ツールが廃止され、化粧アスペのスクリプト荒らしへの対抗策がなくなった。
- 2016年4月1日以降から現在まで　規制緩和から規制強化へ
  - drunker★の規制緩和から一転して規制強化の方向に移った。
  - システム面ではMango Mangüé ★が規制の新システムを次々導入。
  - 今までdrunker★の裁量、というより機嫌の良し悪しで決まっていた板設定や削除関連ではJack★が主に担当。
    - 機嫌の良し悪しと言った通り、drunker★の場合、住民の議論も何も必要ないとされ言ったもん勝ち状態で色々な設定がころころ変わったが、Jack★は保守的できっちりと議論に議論を重ねた上でなければ板設定は変えないといった趣旨の発言。（※設定変更の公式ルートだが、大学生活板は今の所は申請等はしていない）
- 2016年4月1日　pastdatへ移行
  - 旧運営体制では対スクリプト荒らし規制システムの開発などを手がけていた（その時はキャップを要求せず未承諾広告というコテで通した）Mango Mangüé ★が、旧dat落ちシステムf22から新型DAT落ちシステムpastdatへ変更し順次各サーバへ配備。
  - pastdat移行時に際し、即死判定、突然死、n日ルール等が設定できるようになった。4月1日よりhanabiサーバでもpastdatが動き出す。詳細非公開だが、即死判定は概ね10～20レス。突然死は大学生活板では未設定。n日ルールでは14日間レスがないとdat落ちする設定へ移行。このn日ルール（14日間レス無しでdat落ち）がじわじわと効果を発揮していき、後述するサーババグの前日時点で、設定前の700スレが290スレに減少していた。
- 2016年4月21日　荒廃していく大学生活板に、2ちゃんねる最大のレス数を誇るなんでも実況（ジュピター）板住民が助け舟を出す。
  - 経緯は不明だがBBS_SLIP=vvvvvが設定された。詳細は非公開だが、IPアドレスの第一オクテットやリモートホストとUserAgent等によって生成される文字列で、全住民が半コテハン状態になった。
  - が、このSLIP表示はIPだけを繋ぎ直しても変わらないというのが特徴であったので、IPアドレスを繋ぎ変え、伴ってIDも変化させていた化粧アスペのスクリプト荒らしは、2ちゃんねる専用ブラウザ等のNG機能の使用により、容易に非表示できるようになった。
  - なんでも実況（ジュピター）板住民が大挙して押し寄せたが、BBS_SLIP=vvvvvが設定されてもなお、まるで抵抗の意志を示すかのように化粧アスペのスクリプト荒らしはフル回転、さすがのなんでも実況（ジュピター）板住人も呆れてしまい、また大学生活板住民にも好印象を抱かなかったようで、いつの間にか帰った。
- 2016年5月8日　FlyRibbonの実験的な強め設定導入
  - FlyRibbon（通称ハエ取り紙）はSamba24に変わる連投規制システム。FlyRibbonの強さ、FlyRibbonの待ち時間が設定される。FlyRibbonは強弱のLevelで1～8までがあるが、大学生活板はいきなりLevel4が設定される（前代未聞、全板中でLevel最強設定）。FlyRibbon待ち時間は30秒に設定。詳細は非公開。申請等も基本的に受け付けていない。FlyRibbon Level4がどの程度の威力を発揮しているのか不明だが、5月8日以前には化粧アスペのスクリプト荒らしレス数が上乗せされる形で2000～3000レスあるいはそれ以上あったものが1500レス前後へ減少。
- 2016年5月23日 hanabiサーバのバグによる壊滅的被害
  - 5月23日早朝 hanabiサーバーでバグが発生。他のhanabiサーバーに属する板でも記録的な被害、スレッドが大量にdat落ちする事象が発生。
  - このサーバーバグで5月23日以前に存在した290スレが全滅、全スレッドdat落ちした。
    - このサーバーバグは一向に回復せず、モーニング娘。（狼）板で全スレッドdat落ち等、他の板に被害が拡大していく。

  - 運営サイドより「今回のバグでdat落ちしたスレッドのサルベージしない」といった趣旨の発言。
    - 住人が自力でスレッドを立て直そうと試みるも即死判定があまりに厳しく復興が進まない。
    - 板設定にBBS COPIPE=11が設定済み。連投規制のZamba1が導入。即死回避に支障をきたす。

  - それまで1日の書き込み数では1000レス以上を保っていたが、歴史的サーバーバグによる壊滅により、住人及びレス数大幅に減少。過疎化がさらに進む。
- 2016年5月23日以降　大学生活板はゆるやかに復興途中といった具合だが、1日のレス数は1000レスを超える事がほぼなくなってしまった。住民の人口をはかる一つの目安となるID数も250前後へ減少。
- 2016年5月26日　一日のレス数581レスを記録。
- 2016年6月15日　一日のレス数490レスを記録。大学生活板始まって以来、初の1日500レス割れ。ワースト記録（2016年7月8日現在）。

### 大学学部・研究板
大学学部・研究板（だいがくがくぶ・けんきゅういた）は、日本国内にある、大学・大学院の学部・学科・専攻ごとの雑談を扱う。正式名称は「大学学部・研究板＠2ch掲示板」。
スレッドは学校や学部学科、研究内容に沿った区切りで立てられている。大学院の入試は現状ではここの管轄である。

#### 板の歴史
- 2004年2月18日 - ex3サーバに新設。
- 2004年3月8日 - サーバ移転(ex3→school2)。
- 2004年5月22日 - サーバ移転(school2→school3)。
- 2004年6月1日 - サーバ移転(school3→school4)。
- 2005年6月24日 - サーバ移転(school4→school5)。
- 2007年1月20日 - サーバ移転(school5→school6)。
- xxxx年xx月xx日 - サーバ移転(school6→school7)。
- 2008年7月6日 - サーバ移転(school7→changi)。

### おたく板
おたくが雑談するための板。

### 年代別板
年代別に雑談をするための板。

### セピア板
セピア板(セピアいた又はセピアばん)は主に子供のころの淡い思い出について語る掲示板となっている。正式名称は「セピア(仮)＠2ch掲示板」
この掲示板の特徴として板ページにアクセスするとスレッドの背景がセピア色になっており、リンク文字色やスレッドタイトルの文字色もそれに調和するものとなっている。(但し、スレッド自体にアクセスすると通常の背景色、文字色となる。)

### 駄洒落板
駄洒落板（だじゃれいた）は駄洒落を言い合ったり、また駄洒落をもとにしりとりやアスキーアートを出し合うなどする板。正式名称は「アルミ缶の上にあるミカン居た☆駄洒落＠兄ちゃん練る」である。
駄洒落板らしさを出すということで、ローカルルールにも駄洒落が盛り込まれている。ローカルルールの内容は削除の誘導や重複スレの禁止など、一般的なローカルルールと同様である。書き込み数は比較的少なく、いわゆる過疎板である。

#### 板の歴史
- 2005年11月8日 - 新設される。（game9サーバー）
- 2006年6月25日 - 板名変更。（駄洒落(仮)＠2ch掲示板→アルミ缶の上にあるミカン居た☆駄洒落＠兄ちゃん練る）
- ?年?月?日 - サーバー移転でgame14になる。

### しりとり板
しりとりなどの言葉遊びをするための板。

### 五七五・短歌板
短歌や俳句や川柳などを書き込むための板。

### アウトロー板
アウトローが雑談するための板。

### 左利き板
左利きに関する話題を扱う板である。